# Maria Małgorzata Caiani
Maria Małgorzata Caiani MSC, Maria Margherita Caiani (ur. 2 listopada 1863 w Paggio a Caiano, zm. 8 sierpnia 1921 w Montughi) – włoska zakonnica, założycielka Zgromadzenia Najmniejszych Sióstr Serca Jezusowego, błogosławiona Kościoła katolickiego, dziewica.
15 grudnia 1902 przyjęła imię Maria Małgorzata od Serca Jezusowego na cześć św. Marii Małgorzaty Alacoque. Zmarła w opinii świętości.
Została beatyfikowana przez papieża Jana Pawła II  23 kwietnia 1989.